# Geophilus monoporus
Geophilus monoporus är en mångfotingart som beskrevs av Yoshioki Takakuwa 1934. Geophilus monoporus ingår i släktet Geophilus och familjen storjordkrypare. Inga underarter finns listade i Catalogue of Life.